# 마세라티 인디

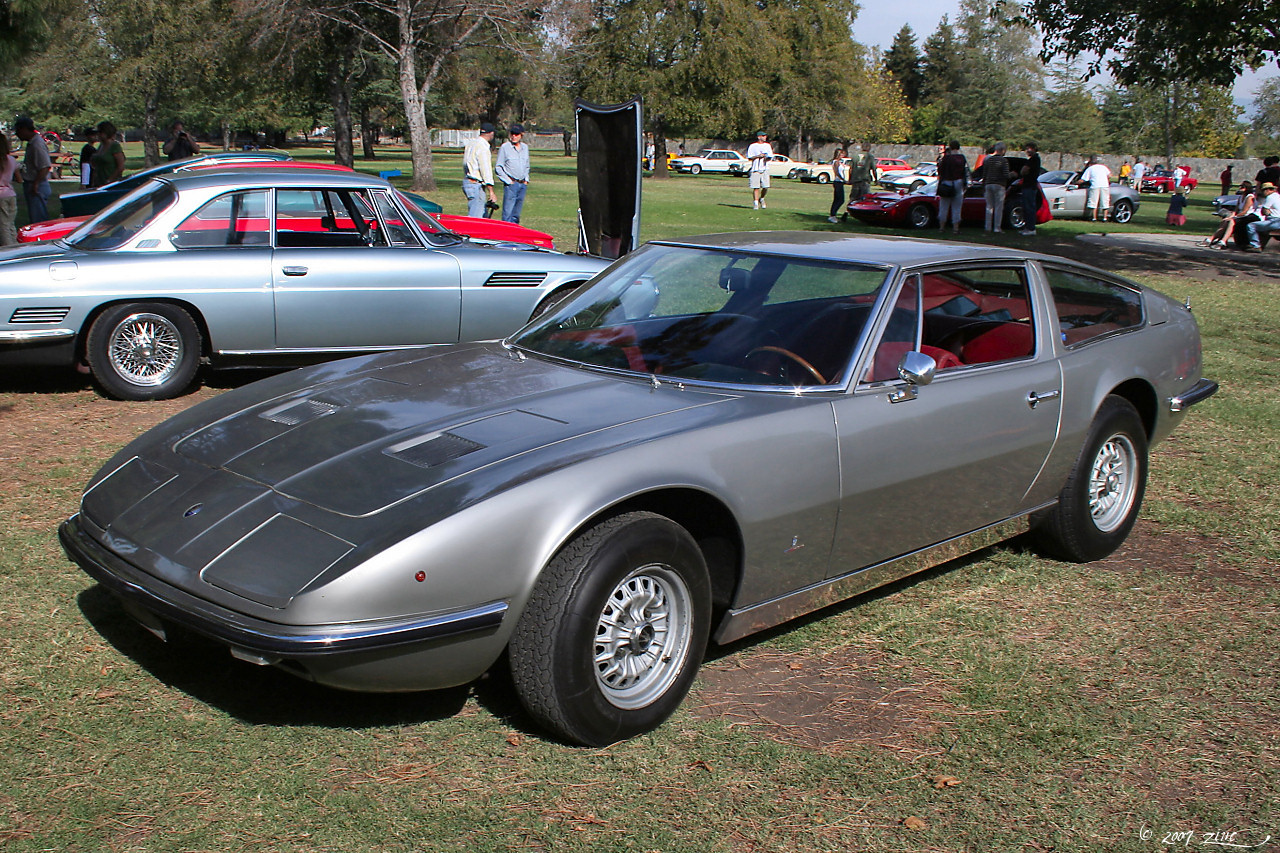

마세라티 인디(Maserati Indy)는 1969년부터 1975년까지 생산된 마세라티의 스포츠카이다.

## 역사
마세라티 인디는 1969년 출시 당시 4.2L V8 엔진을 장착했다. 1970년부터 4.7L 4700 모델과 4200 모델이 함께 출시되었다. 1972년 마세라티는 새로운 4.9L V8 엔진이 장착된 인디 4900 모델을 양산했다.
1975년에 후속 차종 없이 단종되었다. 총 1104대가 생산되었다. 1104대 중 440대는 인디 4200 모델, 364대는 인디 4700 모델, 300대는 인디 4900 모델이다.